# Stormörtsjösjön
Stormörtsjösjön är en sjö i Ånge kommun i Medelpad och ingår i Ljungans huvudavrinningsområde. Sjön har en area på 1,43 kvadratkilometer och ligger 406 meter över havet. Sjön avvattnas av vattendraget Roggån.

## Delavrinningsområde
Stormörtsjösjön ingår i det delavrinningsområde (691098-151770) som SMHI kallar för Utloppet av Stormörtsjösjön. Medelhöjden är 426 meter över havet och ytan är 5,05 kvadratkilometer. Det finns inga avrinningsområden uppströms utan avrinningsområdet är högsta punkten. Roggån som avvattnar avrinningsområdet har biflödesordning 2, vilket innebär att vattnet flödar genom totalt 2 vattendrag innan det når havet efter 106 kilometer. Avrinningsområdet består mestadels av skog (63 procent). Avrinningsområdet har 1,43 kvadratkilometer vattenytor vilket ger det en sjöprocent på 28,2 procent.